# 와일드헌트

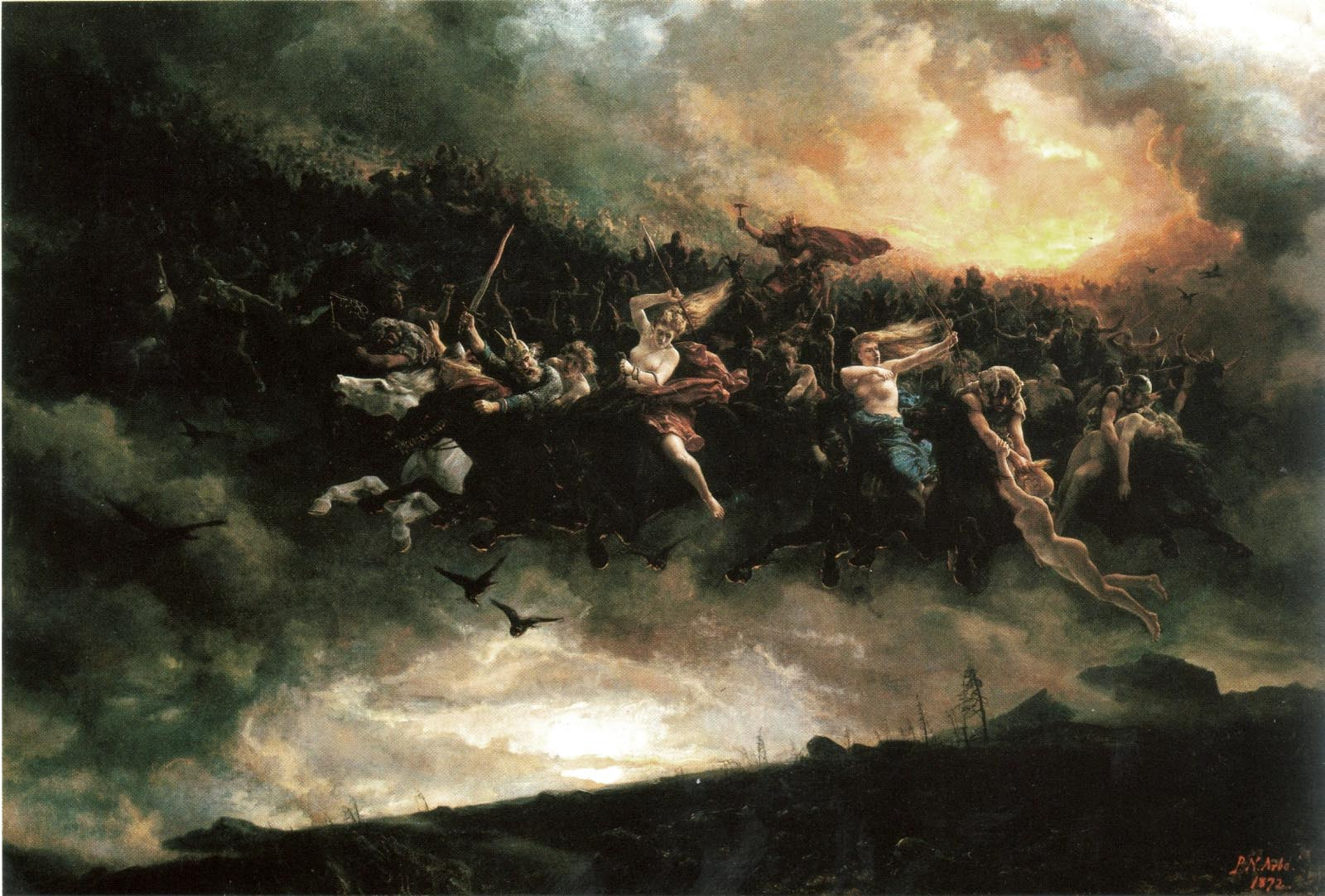

와일드헌트(영어: wild hunt, 독일어: Wilde Jagd 빌데야크트[*])는 북유럽, 서유럽, 중유럽에 걸쳐 발견되는 민담 요소이다. 각 지역의 핵심 내용은 모두 동일하다. 수렵 장비를 갖춘 한 무리의 허깨비 또는 유령 사냥꾼들이 말을 타고 수렵견을 몰며 하늘 또는 땅을 미친듯이 질주하거나 가만히 떠 있는 것이 와일드헌트이다.
이 사냥꾼들은 망자라고도 하고 요정이라고도 하는데, 대개 망자와 자주 연관된다. 사냥꾼은 정체 미상의 길 잃은 영혼일 수도 있고, 신적 존재일 수도 있으며, 남녀 정령일 수도 있다. 또는 고트의 테오도리쿠스 대왕, 덴마크의 발데마르 4세, 웨일스의 저승사자 그윈 압 누드, 게르만의 보덴 같은 역사적 신화적 존재가 와일드헌트로 나타나기도 한다.

## 같이 보기
- 묵시록의 4기사
- 말트 이 노스
- 발키리아
- 백귀야행
- 사냥꾼 허른
- 말트 어 노스
- 발키리